# Acts of Godfrey
Acts of Godfrey is een satirische film uit 2012, geschreven en geregisseerd door Johnny Daukes en geproduceerd door Tony Schlesinger, met Iain Robertson, Simon Callow, Harry Enfield en Myfanwy Waring in de hoofdrollen. Daukes componeerde tevens de filmmuziek. De titel is een woordspeling op de juridische uitdrukking ‘acts of God’, waarmee in het Angelsaksische recht natuurrampen worden aangeduid. De dialogen van deze onafhankelijke lowbudgetfilm bestaan volledig uit rijmende coupletten van jambische pentameters, het zogeheten ‘heroic verse’ van klassieke toneelstukken uit de 17de en 18de eeuw.

## Ontstaansgeschiedenis
Daukes begon in 2006 aan het script van Acts of Godfrey, maar legde het in de ijskast om aan zijn geflopte komedieserie The Message te werken. Het UK Film Council, waarbij hij financiering had aangevraagd, loofde weliswaar het unieke karakter van de film, maar vreesde dat de kijker geen ‘empathie’ voor de personages zou kunnen opbrengen en wees het script af. Tony Schlesinger zorgde voor de noodzakelijke fondsen en werd tot producer benoemd. De film werd grotendeels in het Oakley Court Hotel in Windsor opgenomen.

## Rolverdeling
- Iain Robertson: Victor
- Simon Callow: Godfrey
- Harry Enfield: Malcolm
- Myfanwy Waring: Mary
- Shobu Kapoor: Gita
- Ian Burfield: Terry
- Jay Simpson: Phil
- Doon Mackichan: Jacqui
- Demetri Goritsas: Brad Angel
- Michael Wildman: Jamie
- Celia Imrie: Helen McGann
- Max Digby: receptionist

## Samenvatting
Victor Timms staat naakt in de regen voor een hotel. De alwetende Godfrey stelt zich aan de kijker voor: hij is onzichtbaar voor alle personages, behalve voor zijn assistent Angel. Godfrey besluit de kijker uit te leggen wat er gebeurd is, en het verhaal ontvouwt zich door middel van flashbacks. In de loop van de film worden de personages als speelkaarten voorgesteld, waarmee Godfrey en Angel een spelletje spelen. Onderwijl treedt Godfrey als ironische verteller op.
Victor, een brave verkoper, moet in een hotel een tweedaags seminar onder leiding van Brad Angel bijwonen om agressiever en machiavellistischer te worden. Gita, een begrafenisondernemer van Indiase afkomst, moest op bevel van haar baas Malcolm naar de conferentie komen. Malcolm heeft er een gewoonte van gemaakt, weduwes te versieren en met hun geld aan de haal te gaan. Een van deze weduwes was Helen McGann. Jacqui en Mary gaan een weddenschap aan dat ze Victor in bed kunnen krijgen; Terry en Phil beweren dat ze vertegenwoordigers voor het nieuwe medicijn Poke zijn, een combinatie van sildenafil en cocaïne. Jamie is een muziekproducent die commerciële rommel op de markt brengt en zijn artiesten bedriegt. In de loop van de training worden de deelnemers aangemoedigd, hun slechtste daden uit het verleden uit de doeken te doen. Mary heeft bijzonder weinig scrupules, Victor blijkt daarentegen hoge ethische normen te hanteren.
Malcolm vertelt dat hij in de jaren 80 een vrouw had bedrogen en het met het geld op een lopen zette, waarbij een jongetje per ongeluk door een auto is overreden. Gita speelde de gegevens van rijke weduwes aan Malcolm door en is derhalve eveneens schuldig aan de zwendel. Phil en Terry blijken geen verkopers maar huurmoordenaars te zijn, die door de zoon van Helen McGann zijn ingehuurd om Malcolm te doden. Mary wil absoluut seks met Victor, maar ze is frigide. Ze overreedt Terry en Phil om haar twee ampullen van het product Poke te geven, die ze tersluiks in haar eigen glas en dat van Victor giet.
Op de tweede dag van het seminar ontdekt Jamie dat Malcolm indertijd de man was die zijn moeder bedrogen had, waarna zijn broertje werd overreden. De politie komt het hotel binnen om Malcolm te arresteren voordat Phil en Terry de kans krijgen, hem te vermoorden. Mary slaagt er eindelijk in Victor te verleiden en ze hebben uitzonderlijk langdurige seks. Dan komt echter onverwachts Victors vrouw Sheila het hotel binnen. Godfrey slaat zich op het voorhoofd: hij had al die tijd op de verkeerde bladzijde van zijn grote boek des levens gekeken, namelijk bij ‘Victor Simms’ in plaats van ‘Victor Timms’. Victor rent in zijn badjas de trappen omlaag, Sheila achterna, maar van de receptionist mag hij zijn badjas niet uit het hotel verwijderen.
Zo komt het dus dat Victor naakt in de regen voor een hotel staat. Nu kan hij Godfrey zien. Victor wil van Sheila scheiden en er weerklinkt een speciale bel: Mary is zwanger geraakt. Vervolgens krijgt Victor een telefoontje van de diabolische Malcolm, die in hechtenis zit. Malcolm is er vrij zeker van dat Victor zijn zoon is.

## Receptie door de filmkritiek
De criticus van The Guardian vond de prent statisch en omslachtig, niettegenstaande het dappere experiment om een film in rijmende coupletten te maken. Jasper Rees van The Arts Desk had een positief oordeel over de narratologische structuur van de film en prees de originaliteit van de dialogen, maar achtte de onderliggende gedachte, een uiteenzetting over het noodlot, onbevredigend.